# St. Joseph (Missouri)
St. Joseph je město v okresech Andrew a Buchanan a krajské město okresu Buchanan ve státě Missouri.  Nachází se na řece Missouri a je hlavním městem metropolitní statistické oblasti St. Joseph, která zahrnuje okresy Buchanan, Andrew a DeKalb v Missouri a okres Doniphan v Kansasu. Podle sčítání lidu v roce 2020 měl St. Joseph 72 473 obyvatel, což z něj činí 8. nejlidnatější město ve státě a 3. nejlidnatější v severozápadní Missouri.  St. Joseph se nachází zhruba třicet mil severně od hranic města Kansas City, a přibližně 125 mil (201 km) jižně od Omahy ve státě Nebraska.
Město bylo pojmenováno po zakladateli Josephu Robidouxovi a biblickém svatém Josefovi.  Joseph je domovem Missouri Western State University . Je rodištěm rappera a skladatele Eminema, který vyrůstal v Detroitu ve státě Michigan kde začal svou kariéru.  V devatenáctém století to bylo místo smrti amerického psance Jesseho Jamese . Byl to také výchozí bod Pony Expressu.